# Chengqu, Jincheng
 Chengqu är ett stadsdistrikt och säte för stadsfullmäktige i Jincheng i Shanxi-provinsen i norra Kina. Det ligger omkring 260 kilometer söder om provinshuvudstaden Taiyuan. 
Chengqu översätts till svenska med "tätort".